# Dacia Logan I
În octombrie 2010, la fabrica din Mioveni s-a produs automobilul Dacia Logan cu numărul 1.000.000, la șase ani de la începerea producerii acestuia.

## Modele

### Logan MCV

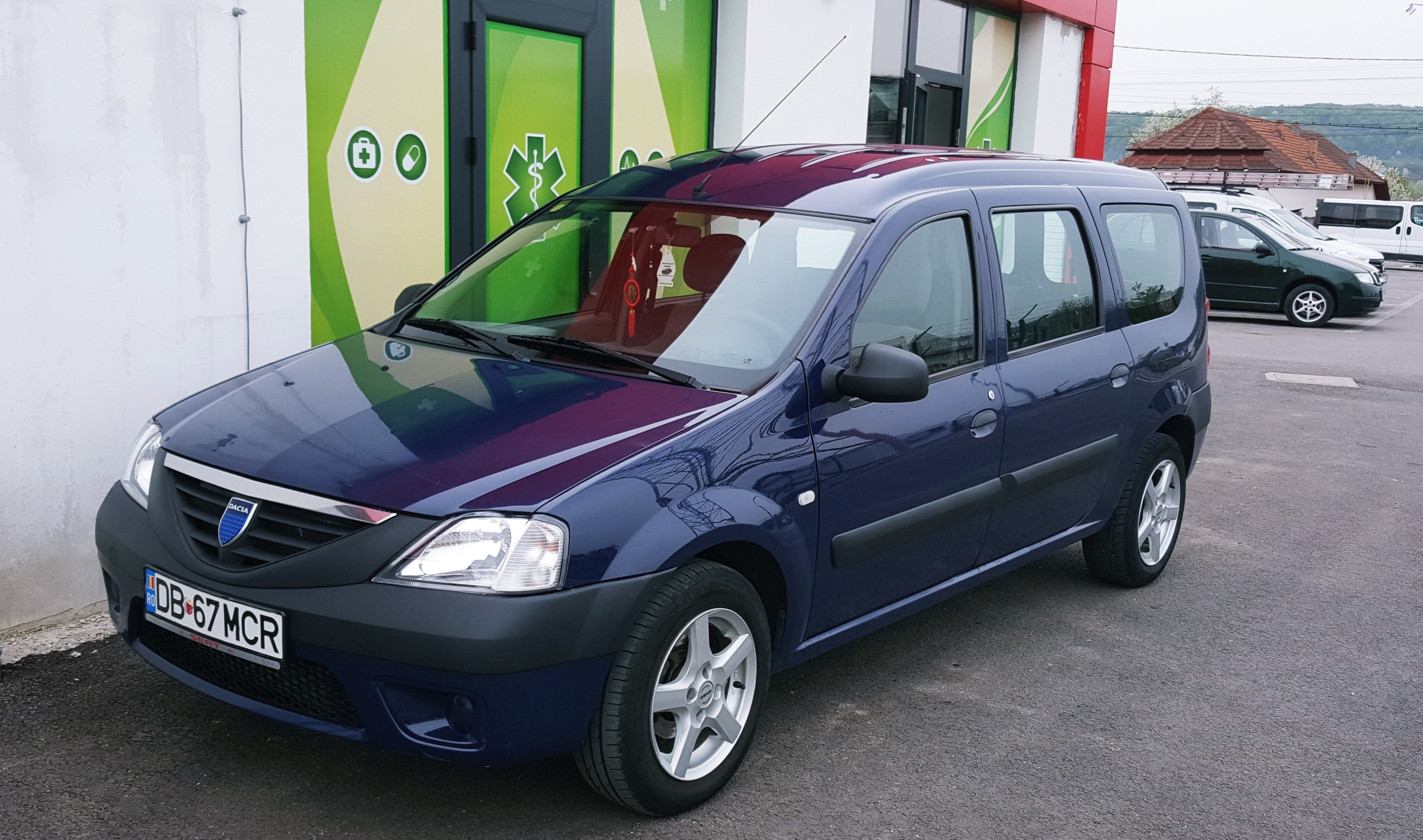
Dacia Logan MCV 1.5 DCI

La doi ani de la lansarea modelului Logan sedan, în 2006 la Salonul Auto de la Paris (Paris Motor Show) a fost lansat modelul Dacia Logan MCV (Multi Convivial Vehicle). Acesta este versiunea station wagon (Break)  a modelului Logan, care dispune de șapte locuri dispuse pe trei rânduri(2+3+2); ultimul putând fi demontat. Volumul portbagajului are valori cuprinse între 700 litri (fără al treilea rând de scaune) putând ajunge la 2350 litri. Modelul dispune de numeroase locuri de depozitare, fiind introduse în cotierele dintre scaune; o altă noutate o reprezintă al treilea rând de geamuri care pot fi deschise în exterior. Comercializarea acestei versiuni a început în România pe 4 octombrie 2006, iar pe piețele externe se va comercializa din 2007. Acest model este primul dintre cele cinci modele care au la bază platforma Logan și care urmează a fi lansate până la sfârșitul lui 2009.

### Logan VAN
Modelul Dacia Logan VAN se bazează pe platforma mecanică Logan MCV. La exterior modelul seamăna foarte mult cu  MCV-ul, iar interiorul a fost reamenajat pentru o masă utilă de 800 kg și un volum util de 2500 litri. Ca noutate pentru Dacia este prezența airbag-urilor pentru torace. Prețul pentru acest model este estimat în jurul intervalul 6700-8800 euro cu toate taxele incluse.

### Logan Pick-up
Acest model a înlocuit bătrânul Papuc. Cu o lungime de încărcare de peste 1,80 m și o lățime maximă de încărcare de 1,37 m, Logan Pick-Up oferă prestații comparabile cu cele ale vehiculelor pick-up de dimensiuni mari. Când oblonul din spate este coborât, pragul de încărcare nu depășeste 64 cm.
Logan Pick-Up se adresează în primul rând întreprinzătorilor și micilor comercianți care se află în căutarea unui vehicul utilitar simplu și practic.

## Versiuni

### Versiunea de bază
În 2009, pe fundalul crizei economice, conducerea Dacia a lansat o nouă versiune de bază a mașinii, care are calandrul și barele de protecție nevopsite,caroserie făcută parțial din faras de plastic turnat, jante de oțel, nu are airbag pasager și nici tetiere spate (dar are ABS+AFU la capitolul siguranță), nu are servo-direcție, nici aer condiționat, brichetă cu scrumieră, centuri de siguranță reglabile cu pretensionare, închidere centralizată, geamuri electrice sau radio. Combinat cu reducerea oferită de stat prin programul Rabla, prețul de pornire al acestei mașini era ușor sub 5000 €, împlinind astfel promisiunea inițială a unei mașini de 5000 €.

### Versiunea de top
Prestige:
- motorizare: 1,6 16v
- capacitate cilindrică: 1598 cmc
- putere: 105 CP
- carburant: benzină fără plumb
- viteză maximă: 183 km/h
- accelerație 0–100 km/h: 10,2 sec.
- preț cu taxe: 12.200 euro

## Restilizari

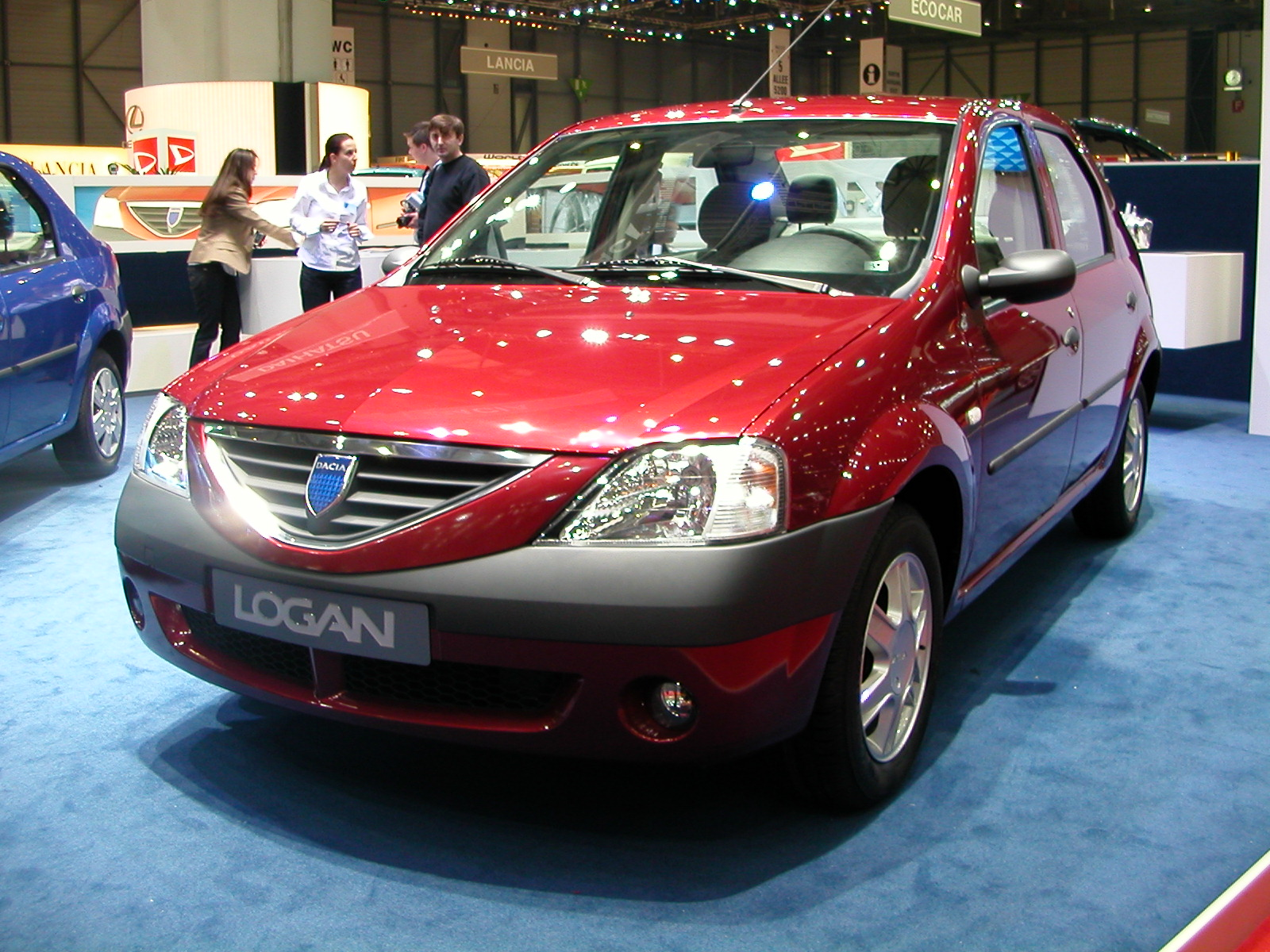
Prima serie a modelului Logan (2004-2008)

În septembrie 2006, Dacia a efectuat o ușoară restilizare atât la exterior cât și la interior modelului Logan. Printre elementele de noutate se numără portbagajul care dispune de un eleron și un buton pentru deschiderea din exterior, stopurile tip „cristal”, oglinzile au fost redesenate. Dacia a mai lansat și motorul de 1,6 litri și 16 valve ce dezvoltă 105 CP (77 kW) la 5750 rpm, ce va echipa vârful de gamă denumit Prestige. La interior Logan beneficiază de tapițerii noi, maneta schimbătorului de viteză și volanul îmbrăcate în piele. Tabloul de bord beneficiază acum de ceasuri cu fundalul alb. La capitolul accesorii, Logan dispune de o nouă gamă de radio Blaupunkt cu lector casete, CD sau MP3, senzori de parcare, o nouă gamă de jante de 15" și patru noi nuanțe de vopsea metalizată.
Între 2007-2008 Dacia a produs o gamă limitată KissFm ce conținea ceasurile albe stil Prestige, marginile gurilor de ventilație erau vopsite în gri, ca în modelul Prestige si mai conțineau și o nouă tapițerie neagră cu inserții și cusături roșii și 2 stickere cu scrisul "KissFm" pe ele deasupra semnalizărilor laterale. Se estimează în a fi produse în jurul a 10.000-30.000 exemplare, numărul nefiind exact.
În 2008 și-a făcut apariția facelift-ul modelului Logan. La acesta, designul a fost îmbunătățit, adăugându-se o bandă cromată la baza capotei portbagajului, un interior preluat de la Sandero, o grilă nouă, preluată tot de la supermini-ul Sandero și un spoiler față nou. De asemenea, stopurile urmăresc linia portbagajului, adăugând o notă bună designului.

## Siguranță
În iunie 2005, Dacia Logan primește 3 stele din 5 la testele de siguranță realizate de EuroNCAP, devenind astfel primul și singurul model al constructorului piteștean supus acestor teste. În 2005, Automobil Clubul German (Allgemeiner Deutscher Automobil-Club e.V) a afirmat că Dacia Logan se răstoarnă ușor în cazul unei virări bruște. În timpul unui test al elanului (acest test presupune evitarea unui obstacol apărut brusc în fața unui autovehicul) realizat la o viteză de 65 km/h, mașina s-a răsturnat. Un test asemănător a fost realizat de Top Gear România, în care modelul Logan a trecut testul la viteze de 72 km/h, 87 km/h și 84 km/h. După testul realizat în România, cei de la ADAC au precizat că e posibil ca răsturnărea modelului să fi fost cauzată de una din anvelope care a cedat în timpul primului test. De asemenea, testul realizat de ADAC nu este un test al elanului tipic și este diferit de cel realizat de Top Gear. Toate modelele Logan dispun de cel puțin un airbag (pentru șofer). Modelele superioare au în dotarea standard două airbaguri, având și opțiunea pentru un total de 4 airbaguri.

## Motorizări
La apariția modelului Logan, toate motorizările respectau norma Euro 3, iar din ianuarie 2007, toate motorizările respectă norma Euro 4, inclusiv varianta diesel, a cărei putere a crescut la 70 CP.
| Nume    | Capacitate cilindrică (cc) | Tip       | Putere                   | Cuplu            | Viteza maximă (km/h) | Consum mediu (litri/100 km) |
| ------- | -------------------------- | --------- | ------------------------ | ---------------- | -------------------- | --------------------------- |
| 1.4 MPI | 1390                       | 8 supape  | 55 kW (75 CP) @5500 rpm  | 112 Nm @3000 rpm | 162                  | 6,9                         |
| 1.6 MPI | 1598                       | 8 supape  | 64 kW (87 CP) @5500 rpm  | 128 Nm @3000 rpm | 175                  | 6,9                         |
| 1.6 16v | 1598                       | 16 supape | 77 kW (105 CP) @5750 rpm | 148 Nm @3750 rpm | 183                  | 7,1                         |
| 1.5 dCi | 1461                       | 8 supape  | 48 kW (65 CP) @3750rpm   | 160 Nm @1900 rpm | 155                  | 4,9                         |
| 1.5 dCi | 1461                       | 8 supape  | 55 kW (75 CP) @4000 rpm  | 160 Nm @1700 rpm | 158                  | 4,9                         |
| 1.5 dCi | 1461                       | 8 supape  | 66 kW (90 CP) @3750rpm   | 200 Nm @1900 rpm | 163                  | 4,8                         |